# Kupferdampflaser

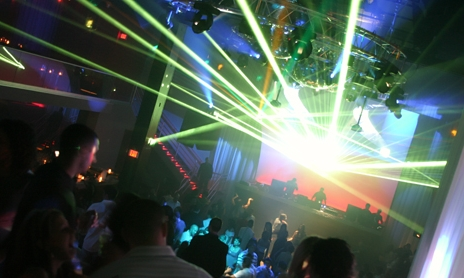
Kupferdampflaser als Effektgerät bei einer Musikveranstaltung

Der Kupferdampflaser gehört zur Gruppe der Metalldampflaser (vgl. Laser). Sie werden bei hohen Temperaturen (abhängig vom Dampfdruck, aber meist über 1500 °C) und nur gepulst betrieben. Dafür weisen sie jedoch hohe Verstärkungsfaktoren auf. Die Wellenlängen liegen im grünen (510 nm) und gelben (578 nm) Spektralbereich. Der Dampfdruck des Kupfers beträgt etwa 0,005 mbar, die dabei erforderliche Temperatur liegt bei etwa 1700 °C. Der mechanische Aufbau des Lasers besteht aus einem Quarzrohr, einer Heizwicklung mit Wärmedämmung und zwei Elektroden, auf denen die Spiegel montiert sind.
Kupferdampflaser können in relativ hohen Leistungen gebaut werden (einige Watt bis viele Kilowatt). Sie benötigen eine längere Zeit zum Vorheizen, da eine ausreichende Menge Kupfer in die Dampfphase übergegangen sein muss, bevor sie betriebsbereit sind.